# Список главных тренеров «Коламбус Блю Джекетс»
«Коламбус Блю Джекетс» (англ. Columbus Blue Jackets) — профессиональный хоккейный клуб выступающий в Столичном дивизионе Восточной конференции Национальной хоккейной лиги (НХЛ). Клуб основан в 2000 году и базируется в городе Коламбус, штат Огайо, США. Домашние матчи проводит на стадионе «Нэшнуайд-арена».
Первым главным тренером клуба стал канадский специалист Дэйв Кинг, который проработал в клубе в течение трёх сезонов. Впервые «Коламбус» вышел в плей-офф в сезоне 2008/09 под руководством Кена Хичкока, однако клуб проиграл серию в четырёх матчах. Первую победу в плей-офф «Блю Джекетс» одержали в 2014 году в серии против «Питтсбург Пингвинз», командой тогда руководил Тодд Ричардс. В сезоне 2016/17 «Коламбус Блю Джекетс» при Джоне Торторелле впервые в своей истории одержал 50 побед и преодолел рубеж в 100 набранных очков в регулярном чемпионате.

## Список тренеров
| №  | Имя               | Период работы | Регулярный чемпионат | Регулярный чемпионат | Регулярный чемпионат | Регулярный чемпионат | Регулярный чемпионат | Регулярный чемпионат | Плей-офф | Плей-офф | Плей-офф | Плей-офф | Достижения              | Ссылка |
| №  | Имя               | Период работы | И                    | В                    | П                    | Н/ПО                 | О                    | %                    | И        | В        | П        | %        | Достижения              | Ссылка |
| -- | ----------------- | ------------- | -------------------- | -------------------- | -------------------- | -------------------- | -------------------- | -------------------- | -------- | -------- | -------- | -------- | ----------------------- | ------ |
| 1  | Дэйв Кинг         | 2000—2003     | 204                  | 64                   | 106                  | 34                   | 162                  | 31,4                 | —        | —        | —        | —        | —                       | [ 2 ]  |
| 2  | Дуг Маклин        | 2003—2004     | 79                   | 24                   | 43                   | 12                   | 60                   | 30,4                 | —        | —        | —        | —        | —                       | [ 3 ]  |
| 3  | Жерар Галлан      | 2004—2006     | 142                  | 56                   | 76                   | 10                   | 122                  | 39,4                 | —        | —        | —        | —        | —                       | [ 4 ]  |
| 4  | Гэри Эгнью (и.о.) | 2006          | 5                    | 0                    | 4                    | 1                    | 1                    | 0,0                  | —        | —        | —        | —        | —                       | [ 5 ]  |
| 5  | Кен Хичкок        | 2006—2010     | 284                  | 125                  | 123                  | 36                   | 286                  | 44,0                 | 4        | 0        | 4        | 0,0      | —                       | [ 6 ]  |
| 6  | Клод Ноэль (и.о.) | 2010          | 24                   | 10                   | 8                    | 6                    | 26                   | 41,6                 | —        | —        | —        | —        | —                       | [ 7 ]  |
| 7  | Скотт Эрнил       | 2010—2012     | 123                  | 45                   | 60                   | 18                   | 108                  | 36,6                 | —        | —        | —        | —        | —                       | [ 8 ]  |
| 8  | Тодд Ричардс      | 2011—2016     | 260                  | 127                  | 112                  | 21                   | 275                  | 48,8                 | 6        | 2        | 4        | 33,3     | —                       | [ 9 ]  |
| 9  | Джон Торторелла   | 2015—2021     | 447                  | 227                  | 166                  | 54                   | 508                  | 50,8                 | 31       | 13       | 18       | 41,9     | Джек Адамс Эворд (2017) | [ 10 ] |
| 10 | Брэд Ларсен       | 2021—2023     | 163                  | 62                   | 85                   | 16                   | 140                  | 38                   | —        | —        | —        | —        | —                       | [ 11 ] |